# Shaddam IV
Shaddam IV Corrino è un personaggio del romanzo Dune. Nel film Dune è stato interpretato da José Ferrer, mentre nella miniserie per la TV Dune - Il destino dell'universo la sua parte è stata affidata a Giancarlo Giannini, e in Dune - Parte due a Christopher Walken.
Shaddam IV è l'ultimo imperatore della dinastia Corrino finché la ribellione dei Fremen guidati da Paul Atreides non fa cadere il suo casato.
Dopo la rivolta su Arrakis e l'ascesa al potere di Paul Atreides, nel 10193, Shaddam abdica in favore della figlia maggiore Irulan e si ritira a vita privata insieme alle restanti figlie e al cugino Hasimir Fenring sul pianeta Salusa Secundus.
La narrazione della vita precedente di Shaddam è sviluppata ne Il preludio a Dune, una trilogia prequel di Dune.

## Biografia del personaggio
Shaddam Corrino, nato nel 10.119, è figlio di Elrood IX e 81º imperatore appartenente alla Casa Corrino, la dinastia che ha preso il potere, oltre che il nome, dalla famosa battaglia di Corrin, nei pressi di Sigma Draconis, e che dispone come esercito personale delle imbattibili truppe Sardaukar, addestrate sul pianeta Salusa Secundus, pianeta d'origine dei Corrino.
Per accelerare la sua ascesa al trono, Shaddam fa uccidere suo padre col veleno chaumurky, sotto suggerimento ed esecuzione di Hasimir Fenring. Il centenario sovrano dell'universo muore nel 10156, e Shaddam sale al trono con il nome di Shaddam IV.
Successivamente nomina l'amico Hasimir Fenring conte e Ministro del Melange.
Durante il suo regno Shaddam raddoppia il numero di ufficiali Burseg del suo esercito di Sardaukar, ma non lo stanziamento di fondi per le sue legioni. In un primo momento prova anche a creare un melange sintetico con l'aiuto dei Tleilaxu, ma senza riuscire a finire il progetto.
Sposa una Bene Gesserit, Lady Anirul, dalla quale ha cinque figlie, Irulan, Chalice, Wensicia, Josifa e Rugi. Il piano della sorellanza delle Bene Gesserit è infatti quello di combinare i cromosomi di Casa Atreides con quelli di Casa Harkonnen, evitando che la Casa Corrino generi un figlio maschio che sul piano politico possa reggere al confronto con il loro essere supremo, il Kwisatz Haderach.